# Northrop F-20 Tigershark
Il Northrop F-20 Tigershark (in italiano "squalo tigre") è stato un prototipo di caccia leggero multiruolo sviluppato come evoluzione dell'F-5 Tiger II, rispetto al quale possedeva una maggiore velocità ed era in grado di utilizzare missili AMRAAM a guida radar. 
Nonostante risultasse più economico da acquistare e da operare, l'F-20 venne scartato dalle forze armate statunitensi, che selezionarono il General Dynamics F-16 come nuovo caccia multiruolo. 

## Origini
Il progetto dell'F-20 nacque dallo sviluppo dell'F-5E Tiger II dotato di radar, a sua volta derivato e sviluppato dall'F-5 Freedom Fighter e raggiungse il suo culmine con il progetto F-5G, ridenominato poi F-20.
Si trattava di una "private venture" che vedeva l'idea di coniugare la leggera ed economica fusoliera di base del popolare supersonico leggero Northrop con il nuovo motore F-404, che, sebbene necessario in due esemplari nel caso del McDonnell Douglas F/A-18 Hornet, poteva dar vita ad un efficace caccia monomotore se ragionevolmente leggero. Tutto questo venne elaborato attorno alla metà degli anni settanta, il che comportò la successiva costruzione di 3 prototipi, il primo dei quali venne portato in volo nel 1982.

## Tecnica
Il nuovo aereo da caccia era un derivato dell'F-5E Tiger II, dotato di un motore F404 nella parte posteriore della fusoliera al posto dei due precedenti General Electric J85, mentre le linee squadrate e semplici delle ali, il muso appuntito e la fusoliera progettata secondo la regola delle aree erano pressoché immutati. Il nuovo caccia aveva i piani di coda maggiorati del 30%, ma curiosamente il timone verticale era leggermente ridotto. Il motivo è che, data la già ben nota impossibilità degli F-5/T-38 di cadere accidentalmente in vite per via della parte ventrale della fusoliera piatta, la stabilità sarebbe stata addirittura eccessiva e non avrebbe consentito al rielaborato progetto di manovrare con la grande velocità tipica delle macchine da combattimento aereo moderne. Il principale motivo di interesse strutturale nel campo aerodinamico, era dato dalla presenza di LERX sul bordo d'attacco dell'ala, che permettevano al velivolo di incrementare la controllabilità del velivolo nelle manovre ad alto angolo d'attacco.
Il sistema di comandi di volo era fly-by-wire, ovvero a comandi elettrici come sull'F-16, ma esisteva un sistema di comandi d'emergenza meccanici. Il rivestimento esterno permetteva di sopportare 9 g di accelerazione, essendo ora molto irrobustito.
Il motore era la principale innovazione del progetto: si trattava del General Electric F404, un robusto turbofan a basso rapporto di diluizione, pesante 1.011 kg a secco, con rapporto di compressione di 25:1 e rapporto potenza-peso di 7,62:1. Gli sviluppi successivi dell'F404 avrebbero consentito di incrementare la spinta statica da 7.433 kg a 8.165 kg (nel modello F-20C, con turbogetto del Saab JAS 39 Gripen), e giungere sull'F-20E a circa 8.500 kg ed oltre.
Quanto all'avionica, il radar principale era pensato in origine per essere in una versione "economica" l'APQ-159 dell'F-5E, mentre nel modello "top" esso verteva sul multimodale radar doppler General Electric APG-67, il più piccolo apparato dell'epoca della categoria. Esso poteva operare in un raggio operativo di circa 148 km in condizioni assolutamente ottimali, anche se la portata pratica raggiungeva i 50–70 km nell'esplorazione aerea e i 50 km contro bersagli navali di 50 m². Presentava funzioni di ricerca avanzate quali la VS (ricerca veloce a lungo raggio) e il TWS (Tracking While Scan), cioè la ricerca e l'inseguimento contemporanei, mentre le funzioni comprendevano anche l'illuminazione ad onda continua per i missili AIM-7 Sparrow, l'esplorazione sul mare e la funzione cartografica. Se si pensa alla estrema compattezza dell'apparato e dell'antenna, le possibilità di questo apparato erano davvero sorprendenti.
Gli altri dispositivi erano un avanzato IFF APX-101, radio UHF, piattaforma inerziale laser, TACAN, ECM ALQ-171 e RWR ALR-46, HUD.
I comandi di volo dell'abitacolo comprendevano manette e cloche del tipo HOTAS (Hands On Throttle And Stick) come sull'F-16, ma erano presenti anche due schermi multifunzione della Bendix. Oltre a questo, il tettuccio era migliorato in termini di visibilità complessiva, con un buon compromesso rispetto ad una impossibile riprogettazione del velivolo per il tettuccio "a goccia" del più grande F-16.
Infine, l'armamento si basava su due cannoni M39 da 20 mm, armi che costituivano una continuità con il precedente, non essendoci spazio per l'M61 Vulcan. I cannoni M39 hanno una cadenza di tiro di ben 1.500 colpi al minuto e una disponibilità di 560-900 proiettili, che costituiscono ancora oggi una rilevante potenza di fuoco. Carichi opzionali erano presenti in 5 agganci subalari e sotto la fusoliera, oltre a 2 rotaie di lancio per missili alle estremità alari. Il carico ammontava a circa 3.800-4.700 kg e poteva comprendere missili come lo AIM-7 Sparrow e l'AGM-65 Maverick. Erano persino previsti i nuovissimi AIM-120 AMRAAM, ma solo con il radar APG-67.

### Fine del programma
Il primo prototipo andò in volo nell'agosto del 1982, decollando dalla base aerea di Edwards, raggiungendo al primo volo già Mach 1,03. In seguito volò ancora raggiungendo i 35 gradi di angolo d'attacco ad appena 124 km/h. La velocità di virata raggiungeva gli 11,5 gradi al secondo a 4.570 metri, con una velocità di salita di circa 275 metri al secondo e un tempo per raggiungere i 12.200 m di 225 secondi, compresi 55 secondi per l'avviamento e 25 secondi per l'allineamento della piattaforma inerziale. In termini di accelerazione un F-20 poteva passare in 29 secondi da 0,9 a 1,2 Mach alla quota di 9.100 m.
Inoltre l'F-20 raggiunse prima dell'F-16 la compatibilità con i missili Sparrow, abbattendo un drone MQM proprio con i missili AIM-7F. Il celebre pilota collaudatore Chuck Yeager affermò che l'F-20 era il migliore caccia che avesse mai collaudato.
Ma sfortunatamente niente di tutto questo, né le prestazioni elevate, né la suite avionica moderna, né i colori accattivanti scelti per i prototipi, come il rosso bordato di bianco, salvarono il Tigershark dal fallimento. Il caccia ebbe il disinteresse totale dell'USAF, mentre all'estero i clienti non si dimostrarono ben disposti ad accettarlo come successore della diffusissima famiglia degli F-5 A/E.

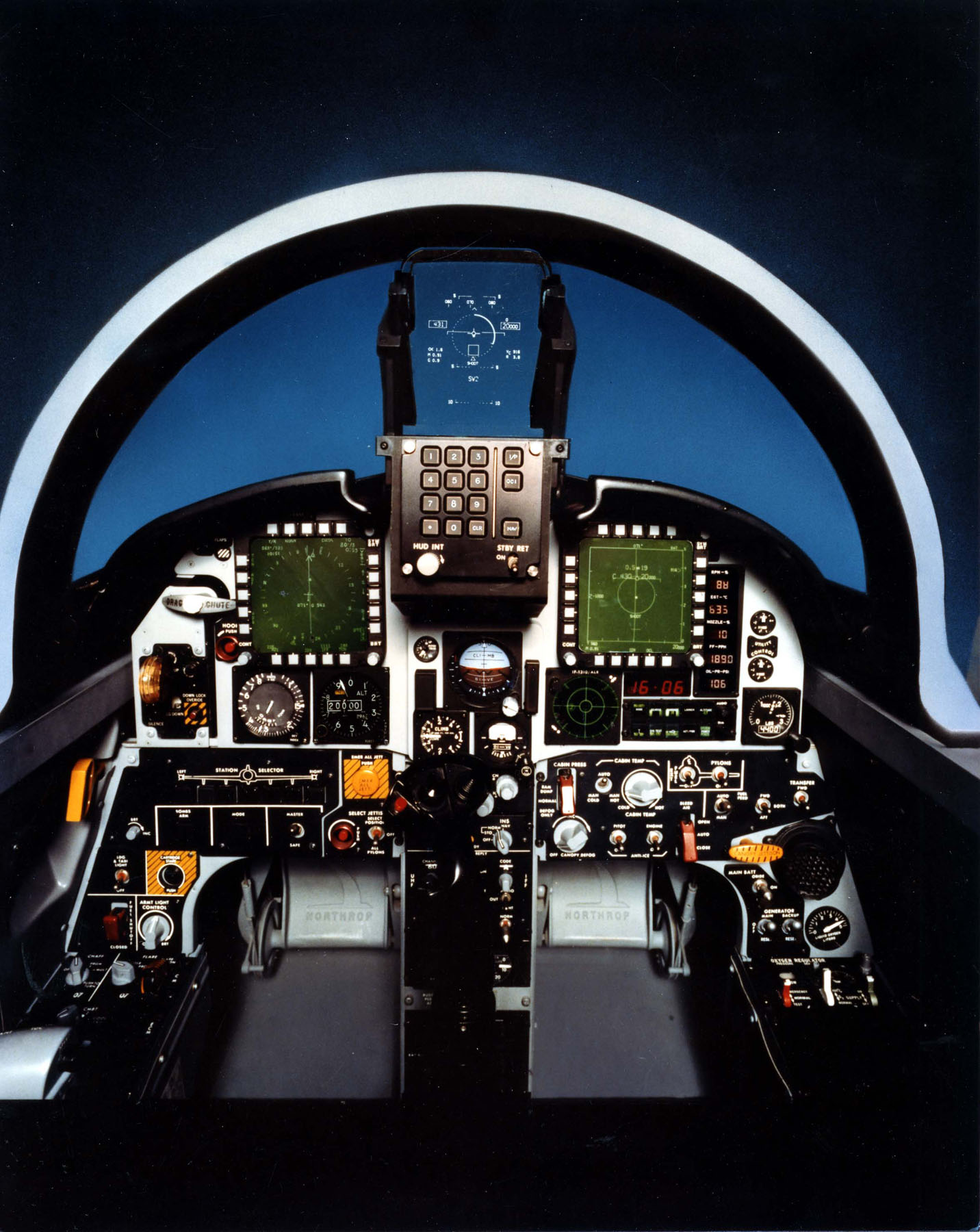
Simulacro dell'abitacolo del Tigershark

Il successo dell'F-16, vero "jolly" o "assopigliatutto" che ha sostituito aerei come l'A-4 Skyhawk, A-7 Corsair II, F-4 Phantom II, F-5 e F-104 Starfighter, annullò di fatto la "biodiversità" tra i caccia leggeri monomotore del mercato mondiale, lasciando salvo soltanto il lontano e assai dissimile Dassault Mirage 2000.
Tra i clienti esteri era stato suggellato soltanto un ordine da parte degli Emirati Arabi Uniti per soli 4 esemplari, un numero assolutamente insufficiente per avviare la produzione del Tigershark. Inizialmente, la forza aerea di Taiwan era interessata all'acquisizione dell F-20 Tigershark, ma l'iniziativa venne bloccata nel 1982 a causa della decisione del governo statunitense di non esportare il nuovo caccia nello stato insulare per evitare l'incrinarsi dei rapporti con la Repubblica Popolare Cinese.  Anche l'Egitto era interessato, ma non abbastanza da immettere in servizio un altro aereo da caccia oltre agli F-16 e i Mirage 2000 già in servizio, nonostante fosse stata offerta perfino la licenza di produzione dell'F-20 all'industria aeronautica egiziana di Helwan.
L'USAF, soprattutto, non mostrò alcun interesse per l'F-20 e il governo statunitense non supportò la promozione per i mercati esteri del caccia e anche del più economico F-16/79, versione dell'F-16 motorizzato con il turbogetto General Electric J79. Nel 1986 la Northrop propose all'USAF un lotto di F-20 a condizioni di prezzo stracciato, ma la General Dynamics propose subito un contratto altrettanto economico per l'F-16C. Infine, quando la Air National Guard bandì un concorso per il nuovo caccia da difesa aerea per il territorio americano con ben 300 unità in ballo, venne dichiarato vincitore l'F-16 ADF, che ottenne l'operatività con gli Sparrow solo alla fine degli anni '80, quando invece l'F-20 aveva già tale possibilità dal 1983.
Nell'ottobre 1986 venne così annunciato l'ordine per 270 velivoli F-16A modificati in versione da difesa aerea, chiamati ADF (Air Defence Variant) e a quel punto la fine del programma F-20 fu inevitabile.

## Valutazioni postume
L'F-20 può essere considerato una grande occasione persa perché aveva una struttura semplice, leggera, con un'ottima comunanza con i precedenti F-5 (nonostante vi fossero anche molte differenze). La facilità di manutenzione e l'elevata prontezza operativa del velivolo erano ampiamente pubblicizzate dalla Northrop e avevano un pieno fondamento nelle caratteristiche del velivolo.
Ovviamente, si può solo discutere per deduzione sui costi operativi del caccia una volta in servizio, ma sia la struttura, sia il motore sono molto conosciuti ed affidabili, per quanto si è visto sull'F-5 e sull'F-18, e l'F-20 era concepito per essere un velivolo sostanzialmente semplice ed economico.
Questo è precisamente quanto manca nel periodo moderno dei caccia. Anche gli F-16 sono macchine decisamente esigenti in termini di manutenzione e l'elevata operatività ottenibile riesce ad essere tale solo con spese e costi elevati per ora di volo, e un'alta specializzazione del personale tecnico. L'F-20 era invece un velivolo concepito con criteri di economia ed efficienza paragonabili a quelli del Gripen, pur non essendo un velivolo totalmente nuovo.
Se si considera che persino i vecchi e subsonici A-4 sono stati aggiornati proficuamente con motori e avionica moderni, si capisce come quello che era sostanzialmente un F-5 ampiamente aggiornato avrebbe potuto recitare una parte rilevante nel mercato dei cacciabombardieri moderni, ma, come la vicenda dell'F-17/18 insegna (l'originario progetto Northrop venne praticamente usurpato dalla McDonnell Douglas, che relegò la meno influente ditta primigenia al solo 40% del programma), l'influenza delle ditte aeronautiche che godono di "maggiori appoggi", come la General Dynamics, può stracciare letteralmente la concorrenza anche quando il prodotto è sostanzialmente valido.
Il piccolo F-20, tuttavia, non era privo di limitazioni. Aveva la migliore maneggevolezza possibile per un caccia con i comandi meccanici tradizionali (sia pure come back-up), ma la rapidità delle sue manovre era piuttosto sconcertante, con un grave rischio di G-LoC (G-force induced Loss of Consciousness), ovvero perdita di coscienza del pilota a causa dell'eccessiva accelerazione, anche se i limiti massimi non erano apparentemente superiori a quelli di altre macchine.
Il raggio d'azione era scarso, il carico ridotto, entrambi probabilmente non superiori ai due terzi del rivale F-16, mentre la capacità di sostenere manovre ad elevata accelerazione era certamente inferiore, dato il minore rapporto potenza-peso. Il costo unitario previsto per l'F-20 era di circa 7 milioni di dollari, che però salì pericolosamente a circa 11,4, contro i 11,2 dell'F-16/79, i 12,3 per l'F-16A, i 13,8 per l'F-16C, i 17 dell'F-18 e i 12,5 dell'AMX.
Soprattutto, deve essere prevalsa la tesi che l'F-16 era una macchina che, sebbene indiscutibilmente più costosa, era totalmente nuova e moderna, mentre l'F-20 era "solo" un caccia aggiornato della generazione precedente. L'USAF, che già in Vietnam aveva provato l'F-5 (nell'operazione "Skoshi Tiger") con lusinghieri risultati, non diede luogo ad ulteriori ordinativi e si tenne alla larga da tale progetto, pur avendo già appoggiato il concetto di "mix" di macchine di diverse categorie, pesanti e leggere, ma la McDonnell Douglas e la General Dynamics, poi Lockheed Martin, erano evidentemente dotate di spalle più "robuste", come dimostrato anche dalla scelta, nell'ambito del concorso ATF (Advanced Tactical Fighter - caccia tattico avanzato), dell'F-22 Raptor che prevalse sul Northrop F-23 Black Widow II. L'F-23 perse la competizione a beneficio dell'F-22, il quale poi ha finito per assomigliare progressivamente al rivale nell'evoluzione successiva al 1992 (ovvero un progressivo interesse nelle doti stealth piuttosto che nella manovrabilità) ed il sospetto che la scelta sia stata fatta per motivi politici ed economici è sempre stata molto forte.
Comunque sia andata, l'F-20 avrebbe potuto certamente rimpiazzare l'F-5, come anche i vari MiG-21, J-6 ed F-104 presso un ben maggior numero di clienti, con costi minori per l'acquisto e la gestione rispetto al rivale Fighting Falcon. Invece, si è lasciato che molte forze aeree dovessero scegliere tra l'indebitamento per l'acquisto di velivoli moderni ma costosi, ed il mantenimento di una flotta di macchine obsolete, magari aggiornate con programmi vantaggiosi solo se comparati con quanto il mercato aveva da offrire.
L'F-16 è stato prodotto in oltre 4.000 esemplari; non ci sarebbe stato alcun problema ad assicurare uno spazio ad entrambe le macchine ma con differenti ruoli (per esempio, all'F-20 i compiti di intercettazione, all'F-16 quelli di attacco in superficie), ma la "standardizzazione" ha prevalso e ha portato alla perdita di "biodiversità" del panorama dei caccia leggeri, costringendo le forze aeree mondiali ad adattarsi a quanto disponibile in quel momento.

## Nella cultura di massa
- In ambito videoludico, il Tigershark è presente tra i velivoli e utilizzabili nei videogiochi Tom Clancy's H.A.W.X., Ace Combat: Squadron Leader, U.N. Squadron, Deadly Skies III[3]e War Thunder